# Kulina (Aleksinac)
Kulina (Servisch: Кулина) is een plaats in de Servische gemeente Aleksinac. De plaats telt 731 inwoners (2002).

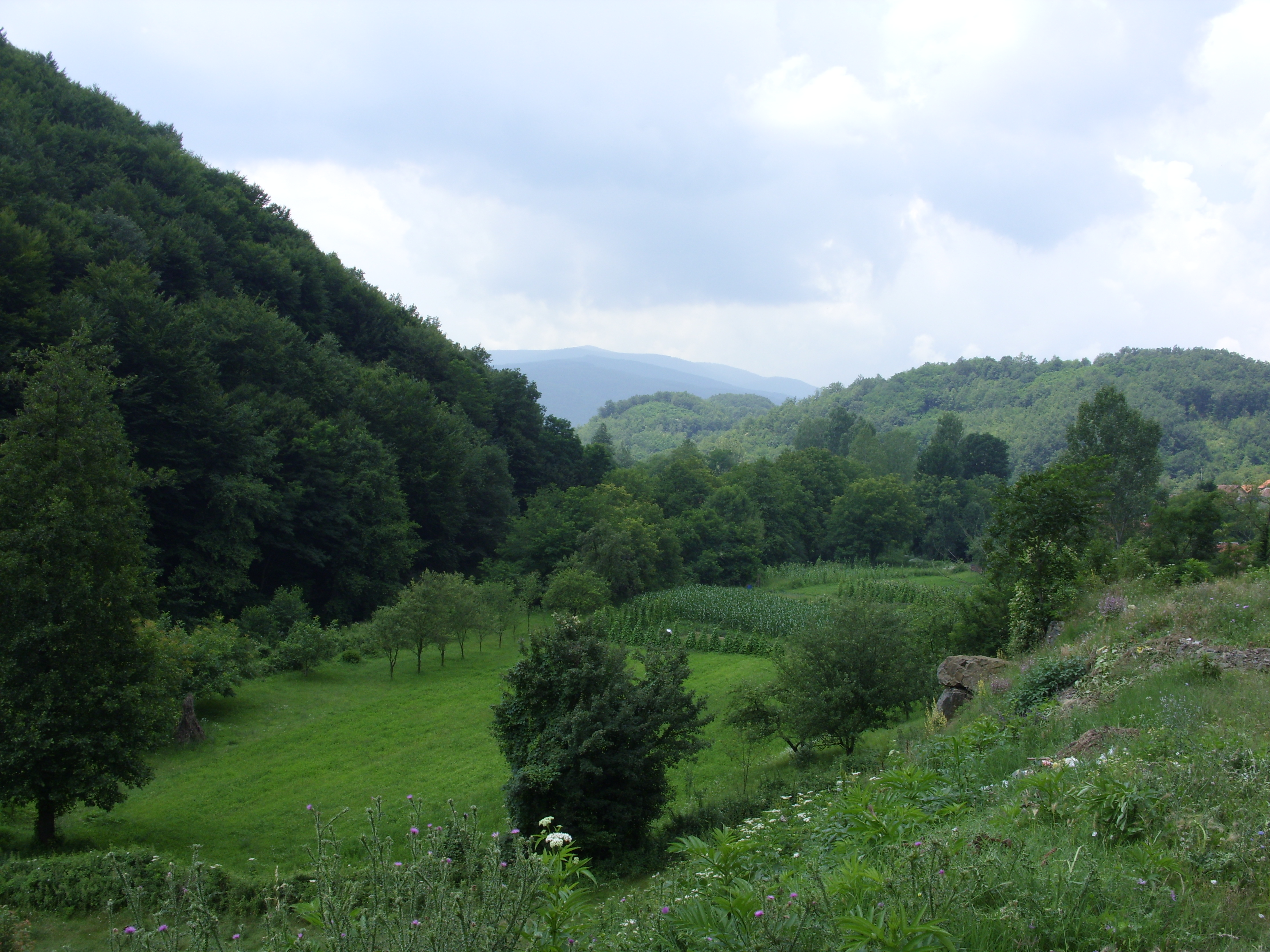
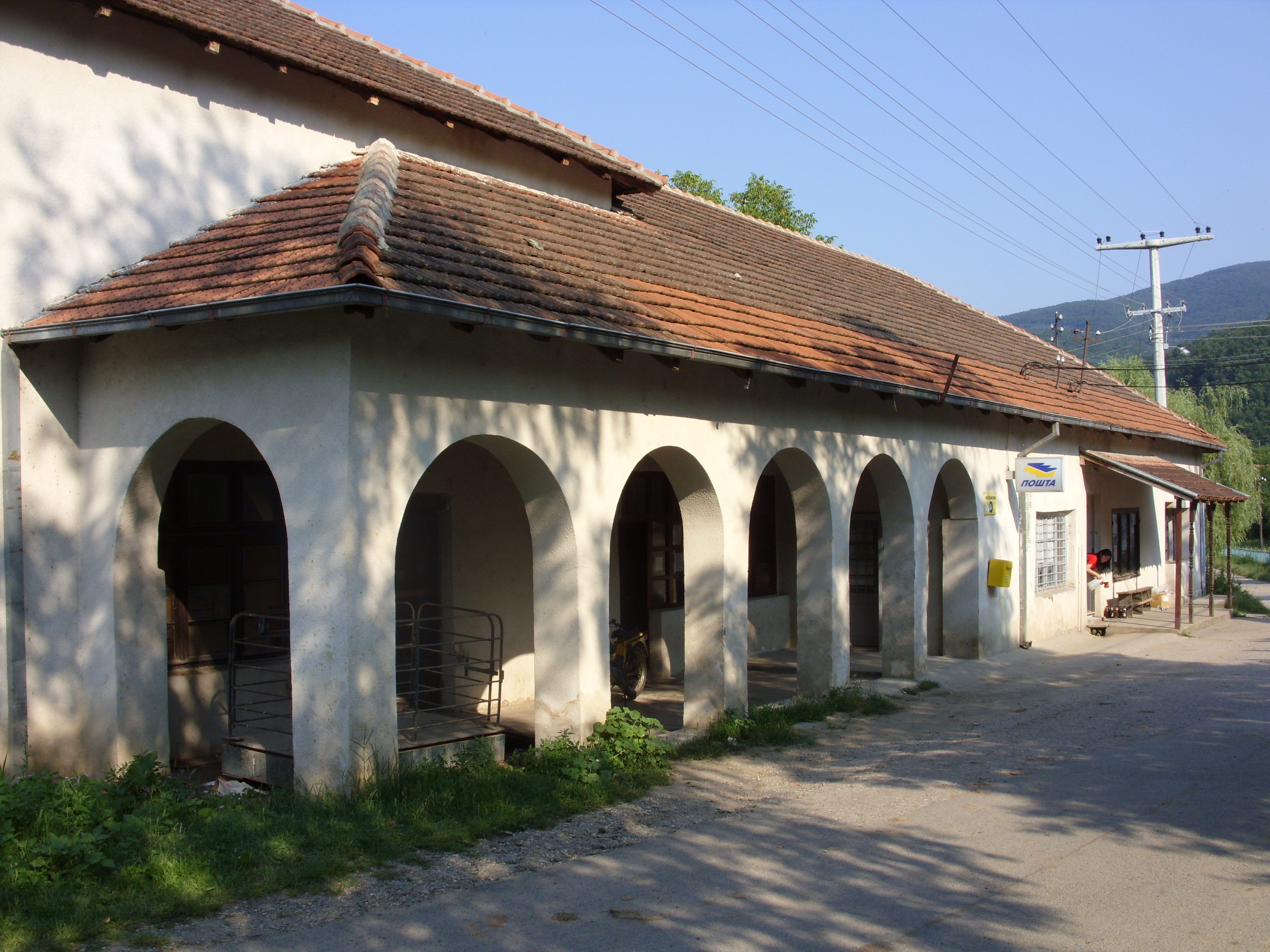